# 錦正社
株式会社錦正社（きんせいしゃ）は、日本史や民俗芸能、軍事・制度史など社会科学系統を軸にした出版社。出版方針は幕末維新から三代（明治・大正・昭和）にわたる大日本帝国の形成発展を弁えたものである。軍事史学会の機関誌『軍事史学』や、明治聖徳記念学会の紀要なども発行している。
1938年（昭和13年）、中藤正三（なかふじ しょうぞう、1914年2月6日 - 1966年2月4日）が創業。里見岸雄の著作などの出版を手掛ける。中藤は1966年（昭和41年）、さっぽろ雪まつりからの帰途、全日空羽田沖墜落事故に巻き込まれ死去した。